# 安哈特-貝恩堡的路易絲
安哈特-貝恩堡的路易絲（德語：Luise von Anhalt-Bernburg，1799年10月30日—1882年12月9日），安哈特-貝恩堡公爵阿歷克塞·腓特烈·克里斯蒂安的女兒，母親是黑森-卡塞爾的瑪麗·弗里德里克。

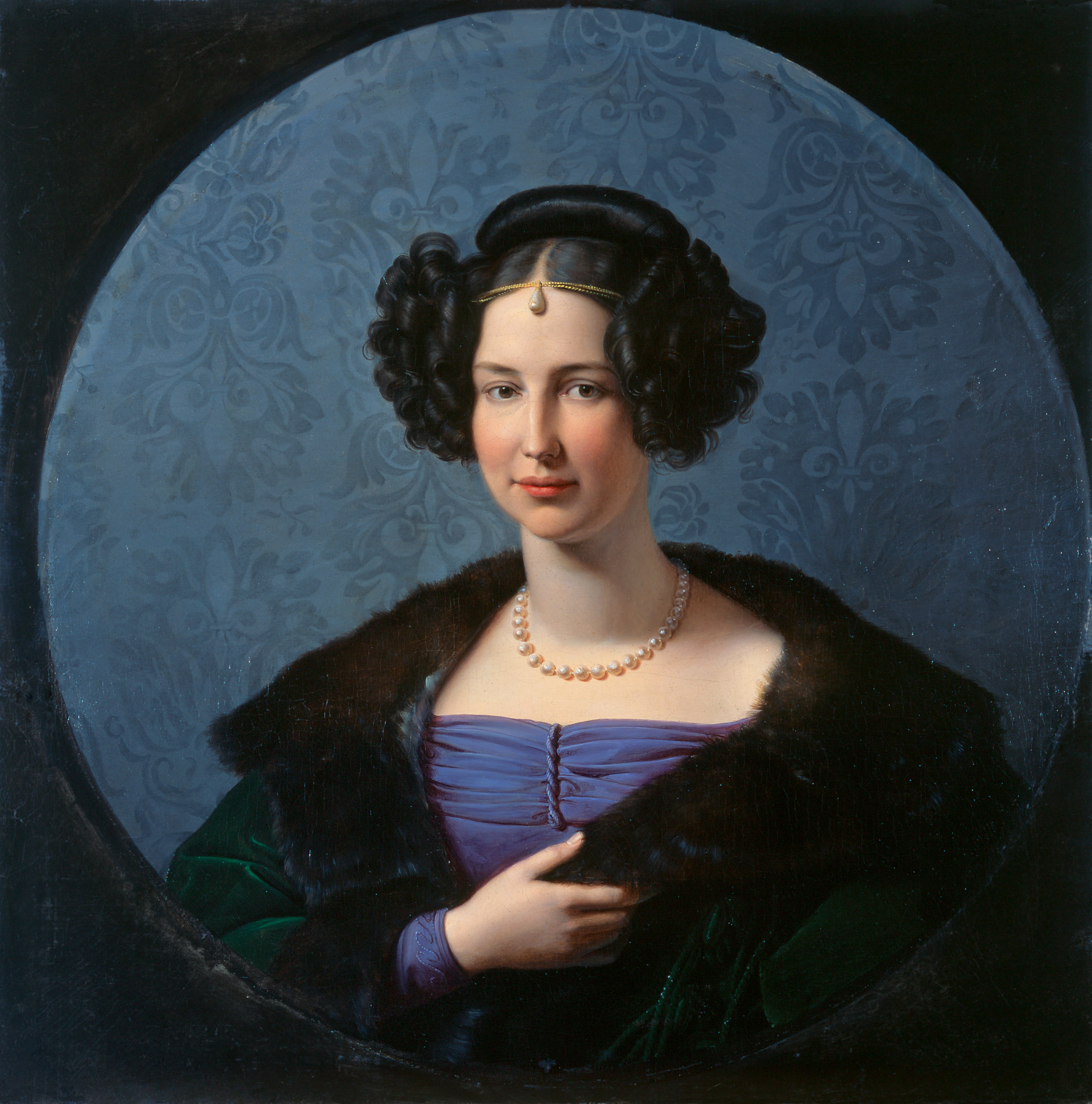
安哈特-貝恩堡的路易絲

## 家庭
1817年，路易絲與普魯士的腓特烈王子結婚，兩人共有兩個兒子：
1. 亞歷山大（英语：Prince Alexander of Prussia）（1820年—1896年）
2. 格奧爾格（英语：Prince George of Prussia）（1826年—1902年）